# Болівійська юнга
Болівійська юнга — екорегіон тропічних і субтропічних вологих широколистяних лісів у Юнгасі центральної Болівії.

## Розташування
Екорегіон розташований на висотах від 400 до 3500 метрів на східних схилах Анд у Болівії, з невеликою частиною, що простягається до південно-східного Перу. Він є перехідною зоною між вологими лісами південно-західної Амазонії на північному сході, центральноандійською пуною і вологою пуною на південному заході.

## Клімат
Клімат у цьому екорегіоні варіюється від тропічного дощового лісу до тропічного мусонного. Тумани та дощі, принесені північними пасатами, сприяють високій вологості та опадам у Юнгасі.

## Флора
Численні єпіфіти, зокрема бромелії, орхідеї та деревоподібні папороті (Cyathea). Бамбук Chusquea є індикаторним видом цього екорегіону.

## Фауна
Ссавці, що мешкають у цьому екорегіоні, включають ведмедя-очконоса (Tremarctos ornatus), леопарда Жоффруа (Leopardus geoffroyi), низинного тапіра (Tapirus terrestris), ягуара (Panthera onca), ягуарунді (Herpailurus yagouaroundi), пакарану (Dinomys branickii) та карликового оленя (Mazama chunyi).
Цікаві види птахів включають діадемового тапакуло (Scytalopus schulenbergi), зеленошапочного танагра (Stilpnia meyerdeschauenseei), андського скельного півня (Rupicola peruvianus) та південного шоломованого гагарина (Pauxi unicornis).

## Використання людиною
Болівійська юнга є центром афро-болівійської спільноти. Дорога Юнгас, сполучає болівійські міста Ла-Пас та Коройко.

## Заповідні території
Складний рельєф, висока кількість опадів і обмежений доступ зберегли значну частину цього екорегіону в природному стані. 49,37 % екорегіону перебуває під охороною. До охоронюваних територій належать:
- Національний парк Амборо
- Національний парк Бахуаха-Сонене
- Національний парк Карраско
- Національний парк Котапата та природна зона комплексного управління
- Природний пам'ятник Еспехільйос
- Національний парк Інкакасані Альтамачі
- Національний парк та територія корінних народів Ісіборо-Секюр
- Національний парк Мадіді
- Біосферний заповідник і комунальні землі Пілон Лахас
- Національний парк Тунарі